# Гњилански округ (УНМИК)
Гњилански округ (алб. Rajoni i Gjilanit) је један од седам округа на подручју Косова и Метохије, по УНМИК-овој подели. Седиште округа је градско насеље Гњилане. Округ чине општине: Гњилане, Косовска Каменица, Витина, Партеш, Ранилуг и Клокот.
УНМИК-ов Гњилански округ не треба мешати са Косовскопоморавским управним округом (са званичним центром у Гњилану), који је административно-територијална јединица Републике Србије.

## Оснивање
Средином 1999. године, непосредно након доласка мисије УН на подручје Косова и Метохије, отпочео је рад на стварању УНМИК-ових регионалних (обласних) структура. Решењем УНМИК-а (бр. 14) од 21. октобра 1999. године, на подручју Косова и Метохије установљене су функције регионалних администратора (Regional Administrators). Приликом доношења ове одлуке УНМИК је поштовао дотадашњу поделу на пет управних округа, тако да је један од првих регионалних администратора био постављен у Гњилану, чиме је упоредо са Косовскопоморавским округом био створен и посебан УНМИК-ов Гњилански округ.